# ری آرانا
ری آرانا (انگلیسی: Ray Aranha; ۱ مهٔ ۱۹۳۹ – ۹ اکتبر ۲۰۱۱) هنرپیشه، بازیگر تئاتر، بازیگر تلویزیون، و کارگردان نمایش اهل ایالات متحده آمریکا بود.